# Западный удавчик
Западный удавчик (лат. Eryx jaculus) — вид змей из семейства ложноногих, подсемейства песчаных удавов.

## Внешний вид
Средних размеров змея. Длина тела с хвостом у самок достигает 87 см, самцы несколько мельче. Хвост короткий, длиной 40-60 мм, тупо закругленный. Голова выпуклая, не отграничена от туловища, покрыта сверху многочисленными мелкими щитками неправильной формы. Лоб и верхняя поверхность морды несколько выпуклые. Глаза обращены вбок. Чешуи гладкие, ближе к хвосту со следами ребрышек. Анальный щиток один и по бокам его расположены рудименты задних конечностей. Верхняя сторона тела варьирует от темно-пепельной до желтовато-коричневой. Вдоль спины располагаются в один-два ряда бурые или чёрные пятна. Мелкие тёмные крапинки располагаются рядами по бокам тела. Голова одноцветная, иногда с темными крапинками. Нижняя сторона тела светлая с темными пятнами. Брюхо молодых змей ярко-розового цвета.

## Ареал
Вид распространен в южной Европе на Балканском полуострове, северо-восточной Африке, на севере Аравийского полуострова, в Малой Азии, Сирии, Иране, Ираке, Палестине. В пределах Кавказа известен в южной Армении, восточной Грузии, Азербайджане. Известен с острова Наргин в Каспийском море близ Баку.
На территории России встречается в Ингушетии, Дагестане, Чечне, на юге Ставропольского края. Известны единичные находки в окрестностях Грозного, станицы Старогладковской в Чечне, в Караногае и Малой Арешевке в Дагестане и в районе южных Ергеней в Калмыкии и в южной Калмыкии в урочищах Манджекины и Джеджекины.

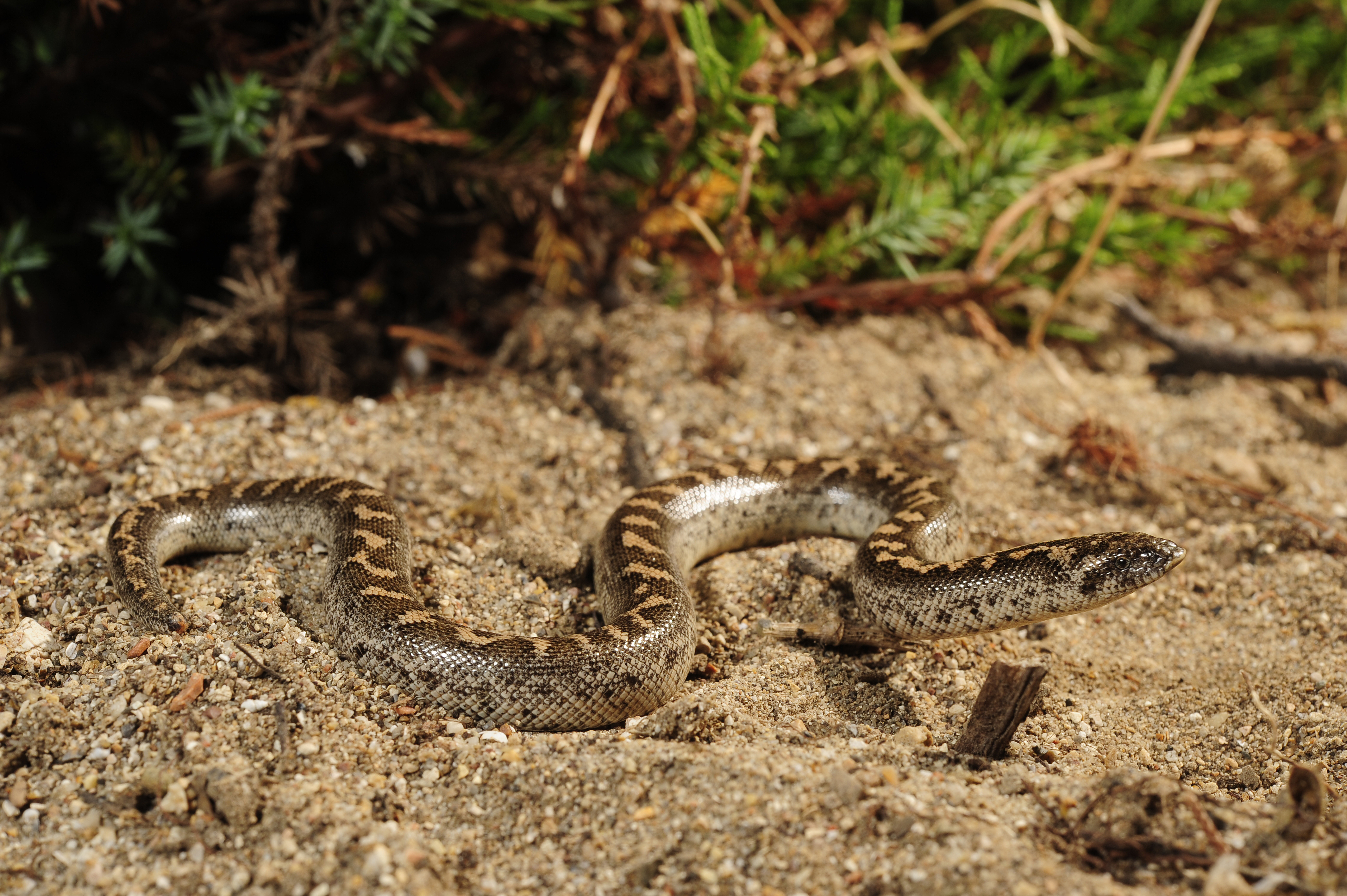

## Биология
Населяет открытые сухие степи и полупустыни, змеи придерживаются глинистых и каменистых почв, реже встречается на слабозакрепленных песках, в виноградниках и в садах. На Кавказе часто встречается по долинам рек, в горах обитает на высотах до 1500—1700 м над уровнем моря. На всем ареале вид приурочен к аридным ландшафтам.
Питается различными мелкими позвоночными: грызунами, ящерицами, птицами. После зимовки змеи начинают активность в марте-апреле, и она продолжается до начала октября. Сначала появляются самцы, спустя 10-15 дней — самки. Спаривание повторяется несколько раз. Длительность беременности составляет около 5 месяцев. В августе-сентябре самки рождают 4-20 детенышей длиной 12-15 см.
Ведет скрытный образ жизни. Змеи обычно скрываются под камнями, зарываются в песке, в норах грызунов и птиц. Охотится преимущественно ночью или в сумерках.